# 中医内科学
中醫内科學主要包括人体的五大系统疾病，即：肝、心、脾、肺、肾，主要涵盖了现代医学的消化系统、循环系统、泌尿系统、呼吸系统、内分泌系统等疾病。

中医内科学涉及病证、辩证治法有如下特征：

- 中医内科学涉及病主要有：外感病证、肺病证、心脑病证、脾胃肠病证、肝胆病证、肾膀胱病证、气血津液病证、经络肢体病证、癌症等。[1]
- 中医内科疾病辨症常用五大方法有；辩病、阴阳辩证、部位辩证、经络辩证、局部辩证。
- 中医内科治疗分内治法与外治法之分；药有内服外用区别。